# 文響社
株式会社文響社（ぶんきょうしゃ）は、日本の出版社。

## 概要
創業者である山本周嗣が2010年に作家・水野敬也と共に創業。「ORIGINATE ORIGINAL ORIGINALITY」をスローガンにビジネス書や児童書、人文書、小説、学習参考書などを手掛けている総合出版社である。
2014年に発売された水野敬也著『人生はニャンとかなる!』は95万部を突破するベストセラーとなり、シリーズ累計では200万部を超え、この年に続々と年間ランキング入りした。
また、2017年には全例文に「うんこ」という言葉を用いた『うんこ漢字ドリル』が大きな話題となり、テレビ、新聞、雑誌、ネットニュースなどで紹介された。同書は学習参考書としては初のオリコン週間書籍ランキング総合1位獲得及び初のTOP3を独占、累計900万部を突破した（『うんこかん字ドリル 小学1年生』『うんこかん字ドリル 小学2年生』『うんこ漢字ドリル 小学3年生』）。
近年ではシリーズ430万部を突破した『夢をかなえるゾウ』ほか、高単価な翻訳書も手掛け『1日1ページ、読むだけで身につく世界の教養365』シリーズは60万部、『「死」とは何か』が20万部など、次々にヒット作を生み出している。
2018年には「うんこ事業部」を創設、出版事業以外にも積極的に進出している。
2019年に株式会社マキノの全株式を取得し、同社とその子会社である株式会社わかさ出版を完全子会社化した。

## 主な出版物
- 『うんこ漢字ドリル』シリーズ
- 『夢をかなえるゾウ』シリーズ
- 『人生は〜』シリーズ
- 『1日1ページ、読むだけで身につく世界の教養365』
- 加藤綾子著『会話は、とぎれていい 愛される48のヒント』[4]
- 今木智隆著『10億件の学習データが教える 理系が得意な子の育て方』[5]